# Юн Чон Сік
Юн Чон Сік (кор. 윤준식; нар. 9 серпня 1991, Кван'ян, провінція Південна Чолла) — південнокорейський борець вільного стилю, бронзовий призер Азійських ігор, учасник Олімпійських ігор.

## Життєпис
Боротьбою почав займатися з 2006 року. У 2011 році став бронзовим чемпіоном Азії серед юніорів.
Виступав за борцівський клуб Корейського Національного спортивного університету, Сеул. Тренер — Кім Те Хюн.

## Спортивні результати на міжнародних змаганнях

### Виступи на Олімпіадах
| Змагання                    | Збірна         | Вагова категорія          | Місце |
| --------------------------- | -------------- | ------------------------- | ----- |
| Літні Олімпійські ігри 2016 | Південна Корея | вільна боротьба, до 57 кг | 17    |

### Виступи на Чемпіонатах світу
| Змагання                        | Збірна         | Вагова категорія          | Місце |
| ------------------------------- | -------------- | ------------------------- | ----- |
| Чемпіонат світу з боротьби 2017 | Південна Корея | вільна боротьба, до 61 кг | 13    |
| Чемпіонат світу з боротьби 2019 | Південна Корея | вільна боротьба, до 65 кг | 32    |
| Чемпіонат світу з боротьби 2022 | Південна Корея | вільна боротьба, до 65 кг | 17    |

### Виступи на Чемпіонатах Азії
| Змагання                       | Збірна         | Вагова категорія          | Місце |
| ------------------------------ | -------------- | ------------------------- | ----- |
| Чемпіонат Азії з боротьби 2014 | Південна Корея | вільна боротьба, до 57 кг | 9     |
| Чемпіонат Азії з боротьби 2019 | Південна Корея | вільна боротьба, до 65 кг | 8     |
| Чемпіонат Азії з боротьби 2020 | Південна Корея | вільна боротьба, до 65 кг | 10    |

### Виступи на Азійських іграх
| Змагання           | Збірна         | Вагова категорія          | Місце  |
| ------------------ | -------------- | ------------------------- | ------ |
| Азійські ігри 2014 | Південна Корея | вільна боротьба, до 57 кг | Бронза |

### Виступи на інших змаганнях
| Змагання                                                     | Збірна         | Вагова категорія          | Місце  |
| ------------------------------------------------------------ | -------------- | ------------------------- | ------ |
| Турнір «Олімпія» 2014                                        | Південна Корея | вільна боротьба, до 57 кг | Золото |
| Гран-прі Іспанії з боротьби 2015                             | Південна Корея | вільна боротьба, до 57 кг | Бронза |
| Меморіал Іона Корнеану 2015                                  | Південна Корея | вільна боротьба, до 57 кг | Срібло |
| Олімпійський кваліфікаційний турнір з боротьби 2016 (Астана) | Південна Корея | вільна боротьба, до 57 кг | Срібло |
| Турнір Дана Колова — Николи Петрова 2019                     | Південна Корея | вільна боротьба, до 65 кг | 19     |
| Турнір міста Сассарі з боротьби 2019                         | Південна Корея | вільна боротьба, до 65 кг | Бронза |
| Олімпійський кваліфікаційний турнір з боротьби 2020 (Алмати) | Південна Корея | вільна боротьба, до 65 кг | 7      |
| Олімпійський кваліфікаційний турнір з боротьби 2020 (Софія)  | Південна Корея | вільна боротьба, до 65 кг | 10     |
| Турнір Дана Колова — Николи Петрова 2024                     | Південна Корея | вільна боротьба, до 65 кг | Срібло |

### Виступи на змаганнях молодших вікових груп
| Змагання                                      | Збірна         | Вагова категорія          | Місце  |
| --------------------------------------------- | -------------- | ------------------------- | ------ |
| Чемпіонат Азії з боротьби серед юніорів 2009  | Південна Корея | вільна боротьба, до 60 кг | 10     |
| Чемпіонат Азії з боротьби серед юніорів 2010  | Південна Корея | вільна боротьба, до 60 кг | 5      |
| Чемпіонат світу з боротьби серед юніорів 2010 | Південна Корея | вільна боротьба, до 60 кг | 9      |
| Чемпіонат Азії з боротьби серед юніорів 2011  | Південна Корея | вільна боротьба, до 60 кг | Золото |